# Jubilee Market
Il Jubilee Market è un mercato tuttora attivo situato in Covent Garden, a Londra.
Il primo mercato a Covent Garden ebbe luogo nel 1654, ma il Jubilee Market non fu costruito fino al 1904. È l'unico mercato a Londra ad essere interamente posseduto dai commercianti stessi, che si impegnano per rendere sempre più bello ed interessante il luogo. I commercianti decisero di rilevare il mercato per salvarlo dal fallimento. Si misero così tutti insieme e, dopo un grosso restauro del mercato stesso, cominciato nel 1985 e durato due anni, ebbero l'onore di vedere il loro mercato inaugurato dalla Regina Elisabetta II in persona, il 5 agosto 1987, come ricorda anche la lapide posta su una delle facciate del mercato.
Il mercato durante la settimana ospita 3 diversi tipi di oggettistica e personaggi diversi: il lunedí è il giorno in cui il mercato viene interamente dedicato agli oggetti di antiquariato; dal martedí al giovedí si può trovare il mercato generale, mentre il sabato e la domenica sono le giornate dedicate alla produzione casalinga di qualsiasi tipo di prodotto, purché fatto a mano.
Il Jubilee Market si estende su Tavistock street, che prende il nome dall'allora Duca di Bedford, Marchese di Tavistock. Nel mercato, ebbe luogo anche il primo spettacolo di burattini della Gran Bretagna, nel 1662.